# Elecciones municipales de Huancayo de 1995
Las elecciones municipales de Huancayo de 1995 se llevaron a cabo el 12 de noviembre de 1995 para elegir al alcalde y al Concejo Provincial de Huancayo para el periodo 1996-1998. La elección se celebró simultáneamente con elecciones municipales en todo el país.

## Sistema electoral
La Municipalidad Provincial de Huancayo es el órgano administrativo y de gobierno de la provincia de Huancayo. Está compuesta por el alcalde y el Concejo Provincial.
La votación del alcalde y el concejo se realiza en base al sufragio universal, que comprende a todos los ciudadanos nacionales mayores de dieciocho años, empadronados y residentes en la provincia de Huancayo y en pleno goce de sus derechos políticos, así como a los ciudadanos no nacionales residentes y empadronados en la provincia de Huancayo.
El Concejo Provincial de Huancayo está compuesto por 19 regidores elegidos por sufragio directo para un período de tres (3) años, en forma conjunta con la elección del alcalde (quien lo preside). La votación es por lista cerrada y bloqueada. Se asigna a la lista ganadora los escaños según el método d'Hondt o la mitad más uno, lo que más le favorezca.

## Composición del Concejo Provincial de Huancayo
La siguiente tabla muestra la composición del Concejo Provincial de Huancayo antes de las elecciones.
| Partidos | Partidos                          | Regidores |
| -------- | --------------------------------- | --------- |
|          | Acción Popular                    | 11        |
|          | Alianza Nueva Mayoría - Cambio 90 | 7         |
|          | Lista Independiente Cambio 93     | 1         |

## Partidos y candidatos
A continuación se muestra una lista de los principales partidos y alianzas electorales que participaron en las elecciones:
| Candidatura | Candidatura | Partidos y alianzas                                           | Candidatos | Candidatos                 | Ideología                                | Resultado previo | Resultado previo | Ref. |
| Candidatura | Candidatura | Partidos y alianzas                                           | Candidatos | Candidatos                 | Ideología                                | Votos (%)        | Reg.             | Ref. |
| ----------- | ----------- | ------------------------------------------------------------- | ---------- | -------------------------- | ---------------------------------------- | ---------------- | ---------------- | ---- |
|             | AP          | Lista - Acción Popular (AP)                                   |            | Pedro Morales Mansilla     | Humanismo Nacionalismo cívico Reformismo | 34.42%           | 11               |      |
|             | IND         | Lista - Lista Independiente N° 3 Frente Vecinal Independiente |            | Sin información disponible | Localismo huancaíno                      | Nuevo            | Nuevo            |      |
|             | IND         | Lista - Lista Independiente N° 5 Vamos Huancayo               |            | Sin información disponible | Localismo huancaíno                      | Nuevo            | Nuevo            |      |
|             | IND         | Lista - Lista Independiente N° 7 Fuerza 95                    |            | Sin información disponible | Localismo huancaíno                      | Nuevo            | Nuevo            |      |

Otros candidatos
| Partidos y alianzas | Partidos y alianzas                            | Candidatos                 |
| ------------------- | ---------------------------------------------- | -------------------------- |
|                     | Lista Independiente N° 9 Mantaro 2000          | Sin información disponible |
|                     | Lista Independiente N° 11 Fraternidad Nacional | Sin información disponible |
|                     | Lista Independiente N° 13 Fuerza Huancayo      | Sin información disponible |
|                     | Lista Independiente N° 15 Somos Huancayo 95    | Sin información disponible |
|                     | Lista Independiente N° 17 Integración 95       | Sin información disponible |

## Resultados

### Sumario general
|                        |                                                       |              |              |              |           |           |
| Partidos y coaliciones | Partidos y coaliciones                                | Voto popular | Voto popular | Voto popular | Regidores | Regidores |
| Partidos y coaliciones | Partidos y coaliciones                                | Votos        | %            | ±pp          | Total     | +/−       |
|                        | Acción Popular (AP)                                   | 38,876       | 27.39        | –7.03        | 10        | –1        |
|                        | Lista Independiente N° 5 Vamos Huancayo               | 37,313       | 26.28        | n/a          | 4         | +4        |
|                        | Lista Independiente N° 3 Frente Vecinal Independiente | 30,799       | 21.70        | n/a          | 3         | +3        |
|                        | Lista Independiente N° 7 Fuerza 95                    | 21,000       | 14.79        | n/a          | 2         | +2        |
|                        | Lista Independiente N° 11 Fraternidad Nacional        | 4,701        | 3.31         | n/a          | 0         | ±0        |
|                        | Lista Independiente N° 13 Fuerza Huancayo             | 3,192        | 2.25         | n/a          | 0         | ±0        |
|                        | Lista Independiente N° 9 Mantaro 2000                 | 2,569        | 1.81         | n/a          | 0         | ±0        |
|                        | Lista Independiente N° 17 Integración 95              | 1,964        | 1.38         | n/a          | 0         | ±0        |
|                        | Lista Independiente N° 15 Somos Huancayo 95           | 1,542        | 1.09         | n/a          | 0         | ±0        |
|                        |                                                       |              |              |              |           |           |
| Total                  | Total                                                 | 141,956      |              |              | 19        | ±0        |
|                        |                                                       |              |              |              |           |           |
| Votos válidos          | Votos válidos                                         | 141,956      | 81.62        | +16.23       |           |           |
| Votos en blanco        | Votos en blanco                                       | 12,146       | 6.98         | +1.51        |           |           |
| Votos nulos            | Votos nulos                                           | 19,826       | 11.40        | –17.74       |           |           |
| Votos emitidos         | Votos emitidos                                        | 173,928      | 71.78        | +17.36       |           |           |
| Abstenciones           | Abstenciones                                          | 68,369       | 28.22        | –17.36       |           |           |
| Votantes registrados   | Votantes registrados                                  | 242,297      |              |              |           |           |
|                        |                                                       |              |              |              |           |           |
| Fuente:                |                                                       |              |              |              |           |           |

### Concejo Provincial de Huancayo
| Cargo                           | Autoridad electa             | Partido político | Partido político                                      |
| ------------------------------- | ---------------------------- | ---------------- | ----------------------------------------------------- |
| Alcalde Provincial de Huancayo  | Pedro Morales Mansilla       |                  | Acción Popular                                        |
| Regidor Provincial de Huancayo  | Andrés Sobrevilla Vargas     |                  | Acción Popular                                        |
| Regidora Provincial de Huancayo | Elsa Herrera Ortíz           |                  | Acción Popular                                        |
| Regidor Provincial de Huancayo  | Marco Soria Herrera          |                  | Acción Popular                                        |
| Regidor Provincial de Huancayo  | Carlos Cisneros Altamirano   |                  | Acción Popular                                        |
| Regidor Provincial de Huancayo  | Efraín Huamán Fernández      |                  | Acción Popular                                        |
| Regidor Provincial de Huancayo  | Hugo Gavino Salazar          |                  | Acción Popular                                        |
| Regidor Provincial de Huancayo  | Clever Lázaro Llacua         |                  | Acción Popular                                        |
| Regidor Provincial de Huancayo  | Arturo Cerrón Mendoza        |                  | Acción Popular                                        |
| Regidor Provincial de Huancayo  | Agustín Poma Vega            |                  | Acción Popular                                        |
| Regidora Provincial de Huancayo | Dina Romaní de Páucar        |                  | Acción Popular                                        |
| Regidor Provincial de Huancayo  | Manuel Avellaneda Indacochea |                  | Lista Independiente N° 5 Vamos Huancayo               |
| Regidor Provincial de Huancayo  | Jaime Alva Segura            |                  | Lista Independiente N° 5 Vamos Huancayo               |
| Regidor Provincial de Huancayo  | José García Vílchez          |                  | Lista Independiente N° 5 Vamos Huancayo               |
| Regidor Provincial de Huancayo  | Julio Baldeón Salinas        |                  | Lista Independiente N° 5 Vamos Huancayo               |
| Regidor Provincial de Huancayo  | Juan Salazar Busso           |                  | Lista Independiente N° 3 Frente Vecinal Independiente |
| Regidor Provincial de Huancayo  | Simón Cotera Rodríguez       |                  | Lista Independiente N° 3 Frente Vecinal Independiente |
| Regidor Provincial de Huancayo  | Juan Ortega Loayza           |                  | Lista Independiente N° 3 Frente Vecinal Independiente |
| Regidor Provincial de Huancayo  | Froilán Mesia Panduro        |                  | Lista Independiente N° 7 Fuerza 95                    |
| Regidor Provincial de Huancayo  | Samuel Belsuzarri Retamozo   |                  | Lista Independiente N° 7 Fuerza 95                    |

## Elecciones municipales distritales

### Resultados por distrito
La siguiente tabla enumera el control de los distritos de la provincia de Huancayo. El cambio de mando de una organización política se resalta del color de ese partido.
| Distrito                  | Alcalde(sa) titular            | Partido político           | Partido político                 | Alcalde(sa) electo(a)     | Partido político | Partido político          |
| ------------------------- | ------------------------------ | -------------------------- | -------------------------------- | ------------------------- | ---------------- | ------------------------- |
| Áhuac                     | Adolfo Ospinal Socualaya       |                            | Partido Aprista Peruano          | Simeón Castro Eulogio     |                  | Lista Independiente N° 15 |
| Chacapampa                | Rosembert Quispe Camposano     |                            | Frente Unidad y Poder Wanka      | Celso Porta Cóndor        |                  | Lista Independiente N° 3  |
| Chicche                   | Pedro Meza Hualparuca          |                            | Acción Popular                   | Matías Camposano Ayllón   |                  | Lista Independiente N° 5  |
| Chilca                    | Rómulo Matos Araujo            |                            | Acción Popular                   | Alcides Chamorro Balvín   |                  | Lista Independiente N° 3  |
| Chongos Alto              | Rudecindo Machacuay de la Cruz |                            | Cambio 93                        | Severo Chambergo Millán   |                  | Lista Independiente N° 19 |
| Chupuro                   | Antonio Salvador Valentín      |                            | Frente Popular Agrícola del Perú | Antonio Salvador Valentín |                  | Lista Independiente N° 25 |
| Colca                     | Fortunato Nestares Solís       |                            | Frente Independiente Colquino    | Francisco Olivera Aliaga  |                  | Lista Independiente N° 5  |
| Cullhuas                  | Eulogio Sinche Coronación      |                            | Partido Popular Cristiano        | Jeremías Olivera Aliaga   |                  | Lista Independiente N° 5  |
| El Tambo                  | Héctor Melgar Lazo             |                            | Frente Vecinal Independiente     | Juan Durán Basurto        |                  | Lista Independiente N° 3  |
| Huacrapuquio              | Félix Vilcapoma Gonzáles       |                            | Cambio 93                        | Marcos Balvín Limaymanta  |                  | Lista Independiente N° 5  |
| Hualhuas                  | Israel Miguel Sacarías         |                            | Acción Popular                   | Eddie Chipana Loayza      |                  | Lista Independiente N° 7  |
| Huancán                   | Florencio Miranda Ticse        |                            | Acción Popular                   | Justo Adauto Gaspar       |                  | Lista Independiente N° 23 |
| Huasicancha               | Sin información disponible     | Sin información disponible | Sin información disponible       | Rubén Hinojosa Jacinto    |                  | Lista Independiente N° 3  |
| Huayucachi                | Pedro Vila Palomino            |                            | Acción Popular                   | Modesto Manrique Sinche   |                  | Acción Popular            |
| Ingenio                   | Ignacio Cárdenas Meza          |                            | Valle Azul                       | Ignacio Cárdenas Meza     |                  | Lista Independiente N° 5  |
| Pariahuanca               | Venancio Alhua Meza            |                            | Movimiento Clasista Campesinos   | Asunción Suárez Suazo     |                  | Acción Popular            |
| Pilcomayo                 | Estaban Ninamango Vásquez      |                            | Partido Popular Cristiano        | Carlos Campos Gutarra     |                  | Lista Independiente N° 5  |
| Pucará                    | Eloy Ureta Canchari            |                            | Acción Popular                   | Daniel Diaz Erquinio      |                  | Lista Independiente N° 21 |
| Quichuay                  | Ángel Huamanchaqui Córdova     |                            | Acción Popular                   | Emilio Sánchez Garay      |                  | Lista Independiente N° 7  |
| Quilcas                   | Silvano Ponce Najera           |                            | Pachacútec 2000                  | Rodrigo Rivas Ñaupari     |                  | Lista Independiente N° 21 |
| San Agustín               | Carlos Mallqui Meza            |                            | Renovación Cajasina              | Jeremías Capcha Galindo   |                  | Lista Independiente N° 5  |
| San Jerónimo de Tunán     | Abidio Acosta Malpica          |                            | Acción Popular                   | Jesús Díaz Villacorta     |                  | Lista Independiente N° 21 |
| Santo Domingo de Acobamba | Mario Meza Aranda              |                            | Acción y Trabajo                 | Mario Meza Aranda         |                  | Lista Independiente N° 5  |
| Saño                      | Leoncio Velásquez Apolinario   |                            | Lista Independiente Saño         | Celso Salvador Dávila     |                  | Lista Independiente N° 23 |
| Sapallanga                | Víctor Berrospi Fernández      |                            | Frente Nacional de Trabajadores  | Freddy Miranda Mondargo   |                  | Lista Independiente N° 21 |
| Sicaya                    | Félix Gutarra Baldeón          |                            | Progresista Sicaya               | Longino Navarro Balvín    |                  | Lista Independiente N° 19 |
| Viques                    | Héctor Canchanya Balbín        |                            | Cambio 93                        | Pelayo Balbín Palacios    |                  | Lista Independiente N° 5  |